# Айхенцелль
Айхенцелль (нім. Eichenzell) — сільська громада в Німеччині, знаходиться в землі Гессен. Підпорядковується адміністративному округу Кассель. Входить до складу району Фульда.
Площа — 55,96 км2. Населення становить 11 135 ос. (станом на 31 грудня 2020).